# Верхний Катмис
Верхний Катмис — эрзянское село в Сосновоборском районе Пензенской области России. Входит в состав Пичилейского сельсовета.

## География
Село находится в восточной части Пензенской области, в пределах Приволжской возвышенности, в лесостепной зоне, вблизи истока реки Катмис, на расстоянии примерно 13 километров (по прямой) к северо-западу от Сосновоборска, административного центра района. Абсолютная высота — 282 метра над уровнем моря.

### Климат
Климат характеризуется как умеренно континентальный, с холодной продолжительной зимой и тёплым летом. Средняя температура воздуха самого тёплого месяца (июля) — 19 °C (абсолютный максимум — 39 °C); самого холодного (января) — −13 °C (абсолютный минимум — −46 °C). Среднегодовое количество атмосферных осадков варьируется от 480 до 627 мм, из которых большая часть выпадает в тёплый период. Снежный покров держится в течение 150—160 дней.

### Часовой пояс
Село Верхний Катмис, как и вся Пензенская область, находится в часовой зоне МСК (московское время). Смещение применяемого времени относительно UTC составляет +3:00.

## Этимология
Ката, Катай, Кадя – чувашское языческое имя, -ис (буртасское) – «вода, река».

## Население
| 1748 | 1864 | 1897 | 1911 | 1926 | 1930 | 1939 |
| ---- | ---- | ---- | ---- | ---- | ---- | ---- |
| 338  | ↗398 | ↗680 | ↗763 | ↗854 | ↗893 | ↘635 |
| 1959 | 1979 | 1989 | 1996 | 2002 | 2010 |      |
| ↗714 | ↘536 | ↘248 | ↘193 | ↘140 | ↘48  |      |

### Национальный состав
Согласно результатам переписи 2002 года, в национальной структуре населения мордва составляла 98 % из 140 чел.